# Lechria leucopeza
Lechria leucopeza is een tweevleugelige uit de familie steltmuggen (Limoniidae). De soort komt voor in het Oriëntaals gebied.